# آنتا، انکاش
آنتا (به اسپانیایی: Anta) یک شهرک در پرو است که در استان کارئواس واقع شده‌است. آنتا ۲٬۶۰۰ متر بالاتر از سطح دریا واقع شده‌است.